# Academisch Historisch Museum
Het Academisch Historisch Museum (AHM) is een museum in de Nederlandse stad Leiden, provincie Zuid-Holland. Het museum, dat is ondergebracht in het Academiegebouw, toont objecten, foto's en documentatie over de geschiedenis van de Universiteit Leiden en het studentenleven. Het museum heeft vaste en tijdelijke tentoonstellingen. De vaste tentoonstelling bevat onder meer een twintigtal beelden van Leidse hoogleraren. Er zijn diverse kleinere tentoonstellingen in het hele Academiegebouw. Bijzonder zijn verder de ingang van het Academiegebouw (1828), de gewelfkamer (1581) en het Groot Auditorium (1581) dat werd gebruikt voor de theologiecolleges. In de traptoren en bij de ingang van het zweetkamertje zijn in 1865 door Victor de Stuers een aantal bijzondere houtskooltekeningen aangebracht. Door student Uri Ruff werd in 2009 het moderne studentenleven in een muurschildering weergegeven. De tijdelijke tentoonstelling is onder meer ondergebracht in de receptieruimte. 
Het museum werd geopend op 9 februari 1931. Bekende conservatoren van het Academisch Historisch Museum waren onder meer Octavie Idenburg-Siegenbeek van Heukelom (1931-1967), Rudi Ekkart (1973-1978) en Willem Otterspeer (1979-2016).
Vanaf 1 januari 2017 is het Academisch Historisch Museum onderdeel geworden van de Universitaire Bibliotheken Leiden.

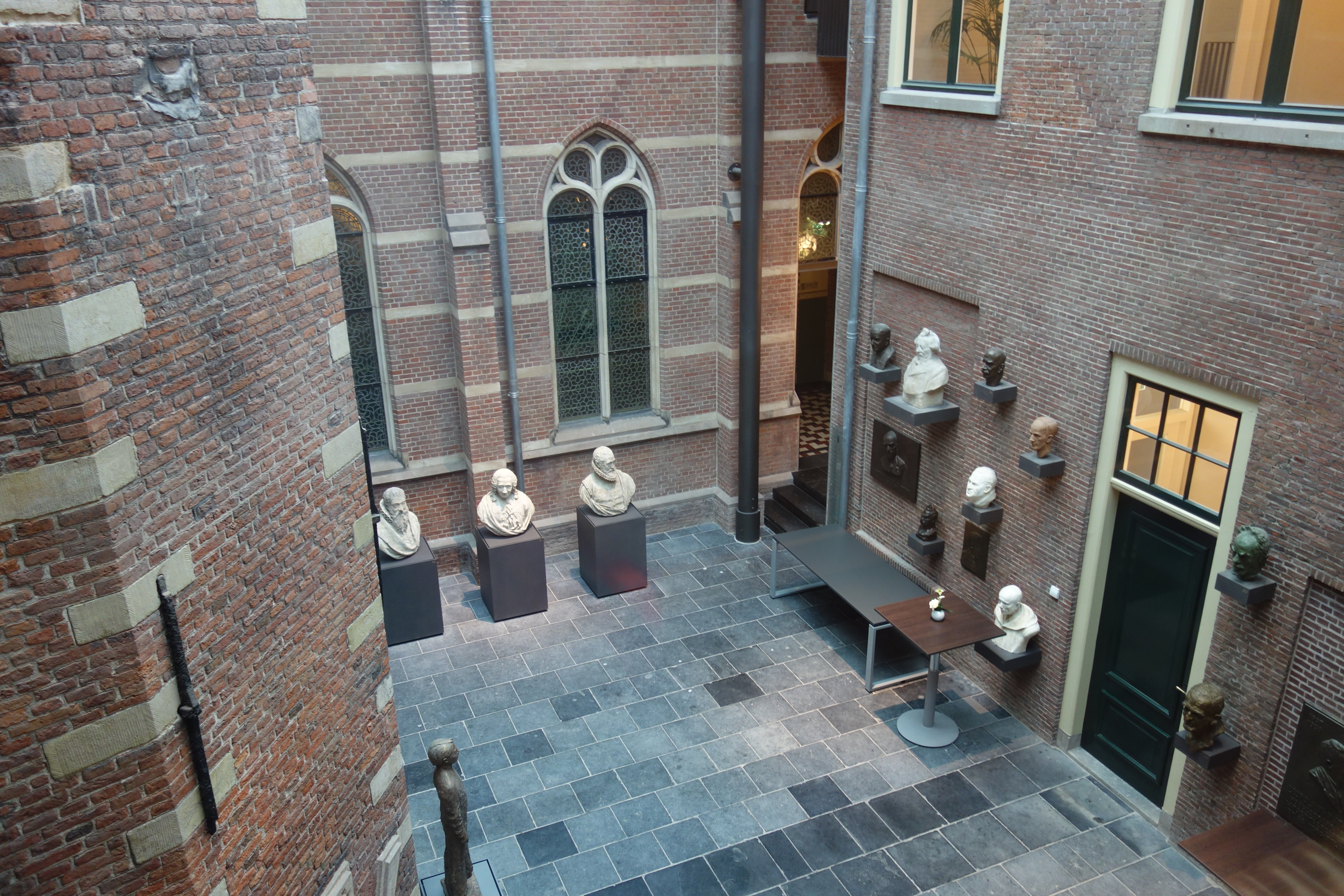
Beelden van Leidse hoogleraren
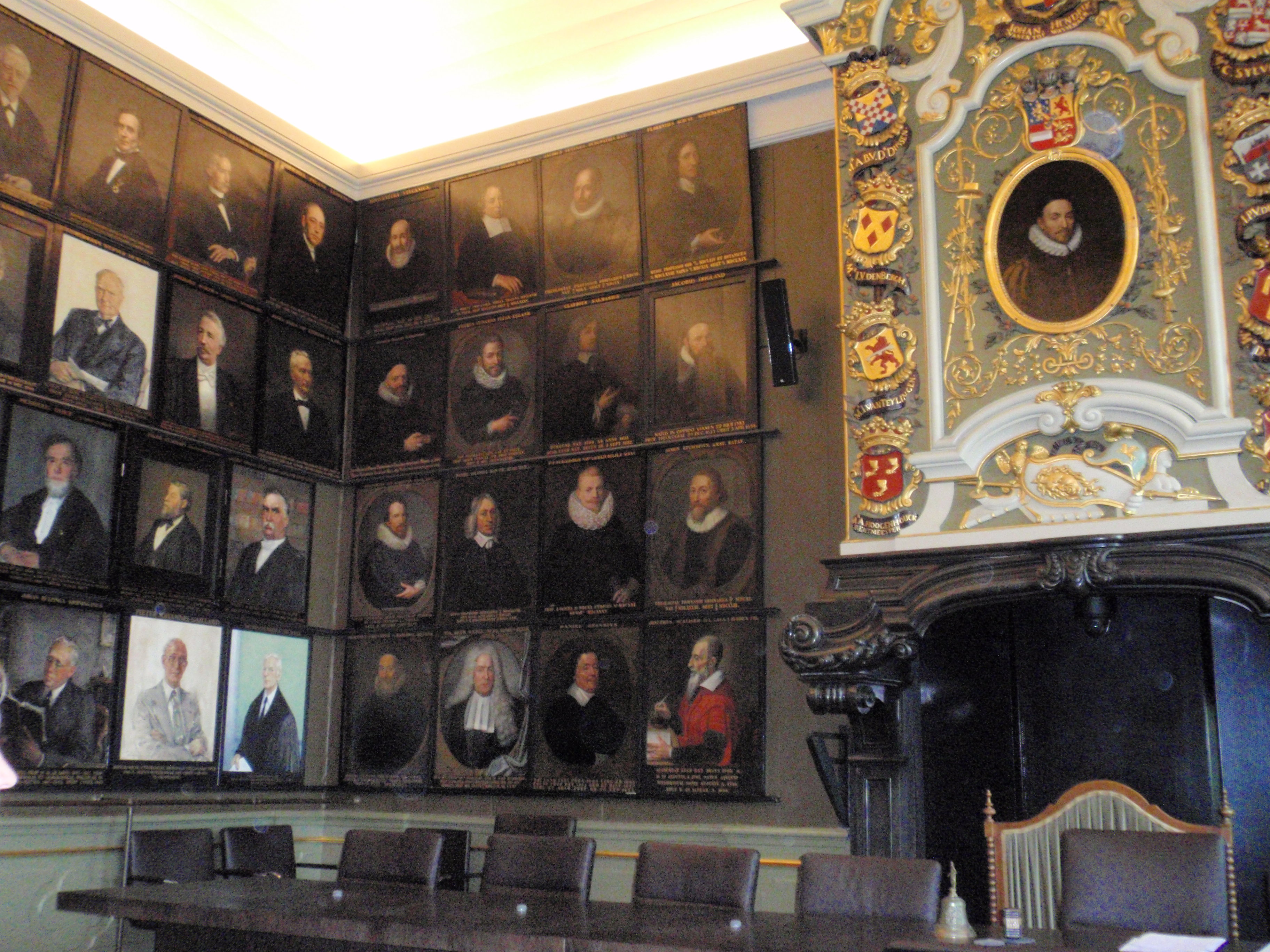
Senaatskamer met hooglerarenportretten
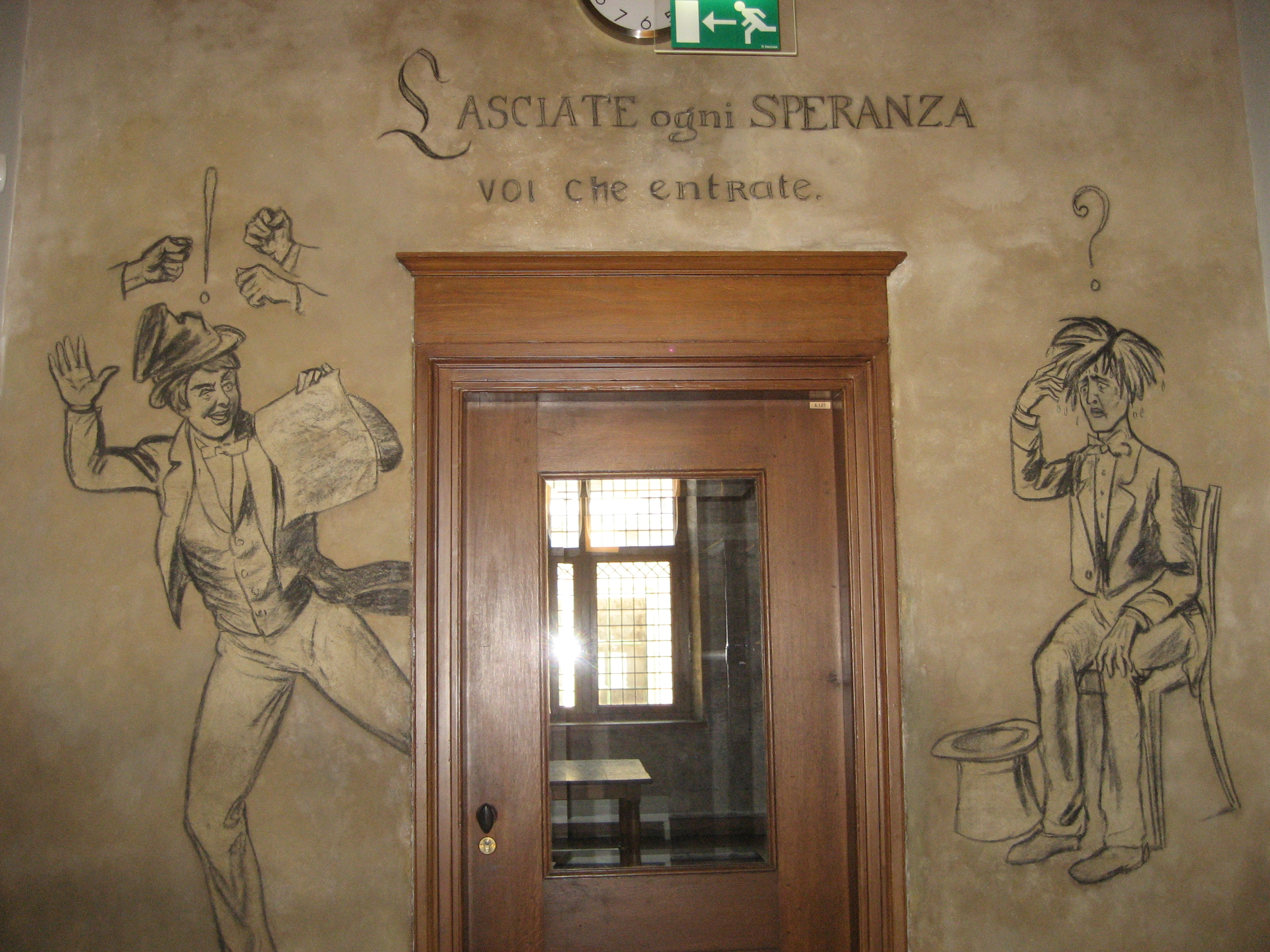
Ingang van het zweetkamertje
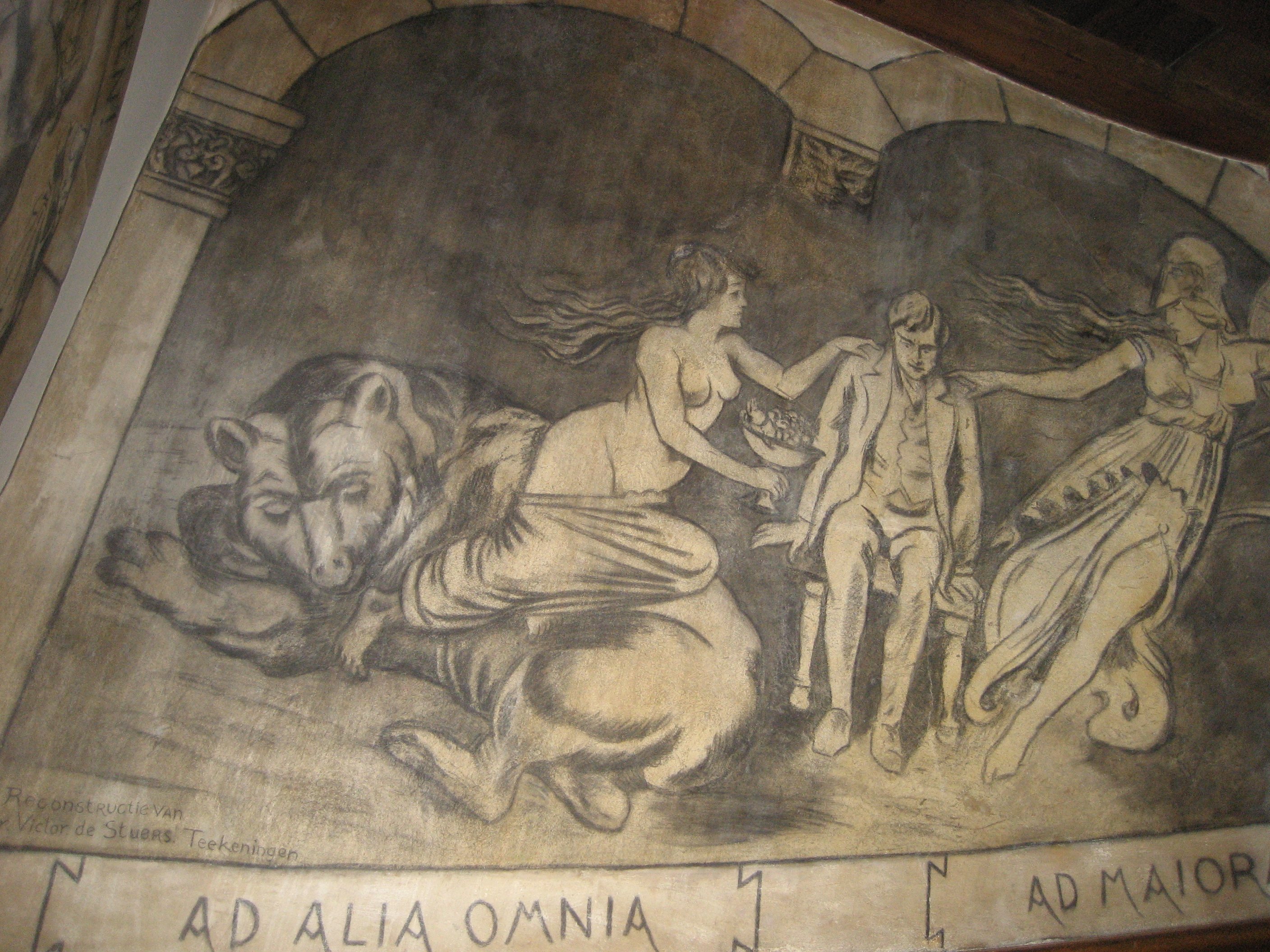
Tekening door Victor de Stuers
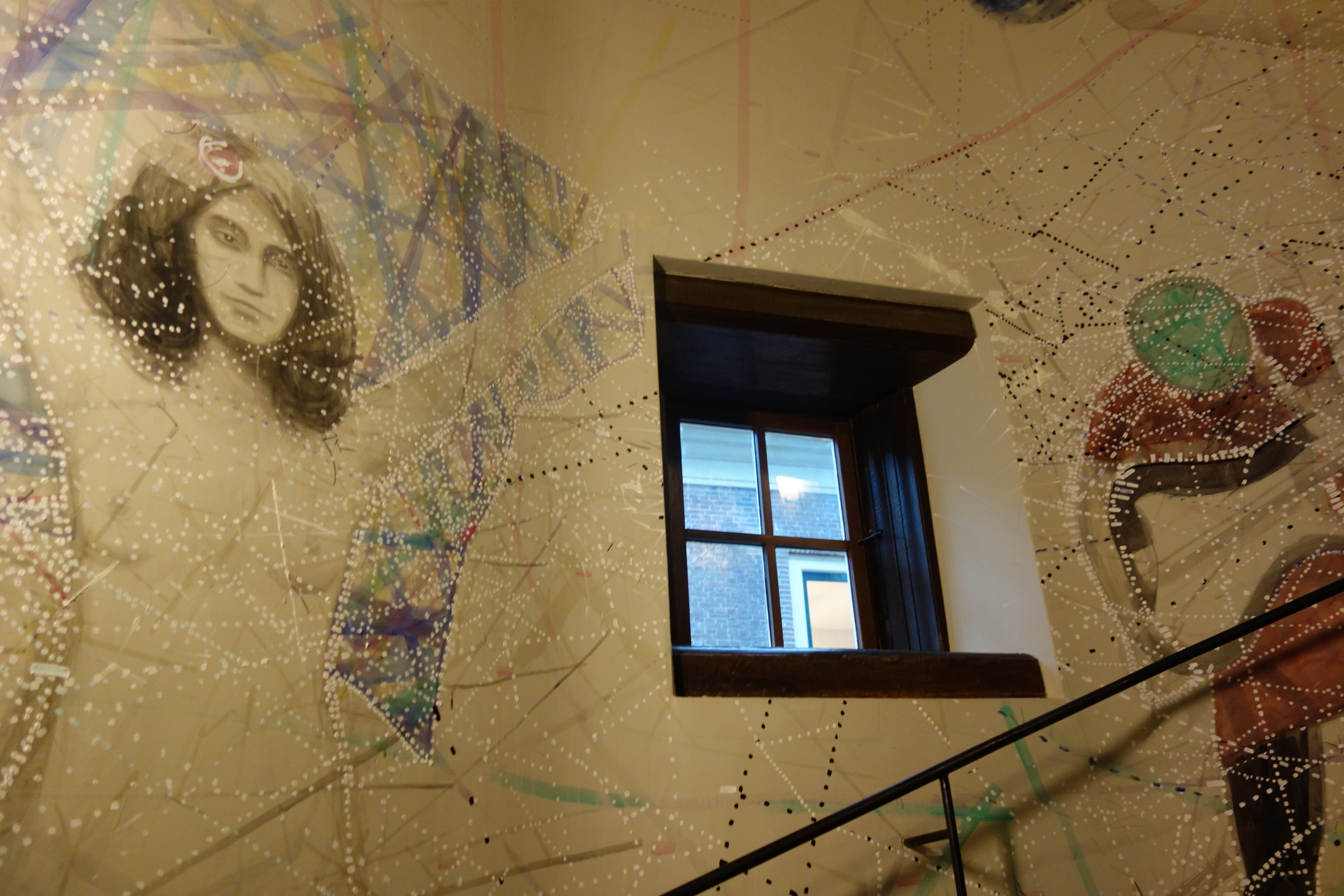
Muurschildering Uri Ruff (2009)